# 溪头乡 (南充市)
溪头乡，是中华人民共和国四川省南充市高坪区曾经下辖的一个乡。2019年10月，撤销溪头乡，将其所属行政区域划归阙家镇管辖。

## 行政区划
溪头乡撤销前下辖以下地区：
长城村、金华村、合力村、红旗村、金凤村、利光村、新建村、玛瑙村、红光村、白鹤村、火星村和鲜江村。